# 南宁市第十四中学
南宁第十四中学是南宁市规模最大的完全中学。学校分为初中部建政校区(建政路27号)、初中部琅东校区(悦宾路 8号)、高中部竹塘校区（竹塘路17号）。

## 历史
1964年建校并且开始招生。

## 现任校长
- 石鹏

## 年级
分为初中部和高中部。

## 教师与学生
学校师资力量雄厚，拥有
- 全国
  1. 五一劳动奖章获得者 1 人
  2. 特级教师 4 人
  3. 高级教师74人
  4. 一级教师 94 人
  5. 教育系统劳动模范 2 人
  6. 模范教师 2 人
  7. 优秀教师 3 人
  8. 师德先进个人 3 人
- 自治区
  1. 优秀教师 3 人
  2. 优秀班主任1人
  3. 五一劳动奖章获得者1人
- 市
  1. 优秀教师
  2. 优秀班主任,师德先进个人8人
  3. 各类先进工作者30多人。

拥有在校学生近4000人

## 教研组
- 语文组
- 数学组
- 英语组
- 史地组
- 物理组
- 化学组
- 艺术组
- 体育组
- 生物组
- 信息中心

## 文化传统
```
  校训
```

知书达理，成才报国